# Erato (Asteraceae)
Erato là một chi thực vật có hoa trong họ Cúc (Asteraceae).

## Loài
Chi Erato gồm các loài: